# Universitatea Hyperion din București
Universitatea Hyperion este o instituție particulară de învățământ superior, din București, înființată în anul 1990. Acreditată prin legea nr. 275 din 15 mai 2002, universitatea are 21 de specializări, acreditate sau autorizate, distribuite în cele 11 facultăți.

## Facultăți
- Arte
- Drept
- Electronică și Calculatoare
- Filologie
- Fizică
- Istorie-Geografie
- Jurnalism
- Matematică-Informatică
- Sociologie, Științe politice și Relații internaționale
- Psihologie
- Științe Economice